# George Lawson
George Lawson (12 de octubre de 1827 - 10 de noviembre de 1895) fue un profesor, botánico, pteridólogo canadiense considerado el "padre de la Botánica canadiense".
Nace en Escocia. En 1858, oposita y gana la cátedra de Profesor de Química e Historia Natural en la Universidad de Queen. Ayudó a crear uno de los primeros jardines botánicos de Canadá.
En 1868, es Profesor de Química y Mineralogía en la Dalhousie University.
Fue miembro de la Royal Society of Canada, siendo de 1887 a 1888 su Presidente.
- La abreviatura «G.Lawson» se emplea para indicar a George Lawson como autoridad en la descripción y clasificación científica de los vegetales.[1]